# 1962 en Inde
Chronologie de l'Inde
- 1958
- 1959
- 1960
- 1961
- 1962
- 1963
- 1964
- 1965
- 1966

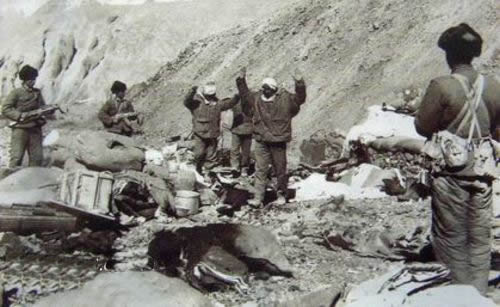
Invasion chinoise de l'Aksai Chin et de la North-East Frontier Agency (Guerre sino-indienne).

Cette page concerne les évènements survenus en 1962 en Inde  :

## Évènement
- 8 mai : Élection de l'Assemblée législative du Bengale occidental (en)
- 15 mai : Début de la saison cyclonique dans le nord de l'océan Indien (en).
- février : Élections législatives
- 14 mars : Douzième amendement de la Constitution de l'Inde (en)
- 7 juillet : Le vol Alitalia 771 s'écrase sur une colline au nord-est de Bombay (bilan : 94 morts).
- 4 septembre : Quatorzième amendement de la Constitution de l'Inde (en)
- 10 octobre : Bataille de Namka Chu (en)
- 20 octobre-21 novembre : Guerre sino-indienne, pour le contrôle de territoires himalayens.
  - Conflit frontalier sino-indien
  - Attaque chinoise du poste de Dhola (en)
  - Internement des Indiens d'origine chinoise (en)
- 14 novembre : Résolution parlementaire indienne de 1962 sur la Chine (en)
- décembre : Loi sur la défense de l'Inde et règles de la défense de l'Inde (en)

## Cinéma
- 9e cérémonie des Filmfare Awards
- 9e cérémonie des National Film Awards (en)

Sortie de film
- Anpadh (en)
- Aarti (en)
- Asli-Naqli (en)
- Bees Saal Baad (en)
- Dil Tera Diwana (en)
- Ek Musafir Ek Hasina (en)
- Hariyali Aur Rasta (en)
- Professor (en)

## Littérature
- Antarleena (en), roman de Narayan Sanyal
- Asuravithu (en), roman de M. T. Vasudevan Nair (en).
- Chowringhee (en), roman de Sankar (en).
- Sadhara Jesang No Salo (en), roman satyrique de Chunilal Madia (en).
- Swami (en), roman de Ranjit Desai (en).

## Sport
- Participation de l'Inde aux Jeux asiatiques (en) de Jakarta.

## Création
- Animal Welfare Board of India
- Centre de recherche de l'aviation (en)
- Police aux frontières indo-tibétaines (en)

## Dissolution
- Darbhanga Aviation (en), compagnie aérienne.
- Deenabandhu (en), quotidien.